# Bulbophyllum steffensii
Bulbophyllum steffensii là một loài phong lan thuộc chi Bulbophyllum.